# Парашютная вышка в Баку
Парашютная вышка (азерб. Paraşüt Qülləsi) — сооружение высотой 75 м на приморском бульваре в Баку, выполненное в форме нефтяной вышки. Его открытие состоялось в 1936 году. Вышка является одной из достопримечательностей столицы Азербайджана.

## История

### Открытие вышки
В 30-х годах XX века во многих городах Советского Союза функционировали парашютные вышки, которые устанавливались в парках отдыха и других местах общественного пользования. Тогда по инициативе бакинского городского совета на машиностроительном заводе «Бакинский рабочий» была изготовлена парашютная вышка, высотой в 75 метров, которую установили на Приморском бульваре. Вышка имела достаточно сложную конструкцию, однако в Баку на тот момент имелась мощная техническая база по изготовлению металлоконструкций.
28 апреля 1936 года, в день 16-летия создания Азербайджанской Советской Социалистической Республики, состоялось торжественное открытие вышки.

### Технические параметры
Парашютной вышкой могли пользоваться все желающие любители экстрима. Здесь также проводились парашютные прыжки по начальной военной подготовке молодежи. На вышке имелось четыре отметки, на высотах 10, 20, 25 и 60 метров.
Прыжки с вышки были безопасны, так как парашют имел постоянный купол, который не изменялся и не складывался. Риск не раскрытия парашюта отсутствовал. Сам парашют был прикреплен к железному обручу, и создавал видимость абажура, на котором висели стропы, с привязными ремнями.
Прыгать мог любой, и для прыжка не нужно было специальное обмундирование. Привязные ремни охватывали бедра и спину,из-за чего и получалась мощная ременная связка. В центре абажура размещался трос, который шел по системе лебедок, и по всей его высоте свисали грузы. Если прыгал человек с большим весом, то парашют срабатывал как тормоз, так как купол часть нагрузки его веса брал на себя.

### Смена назначения

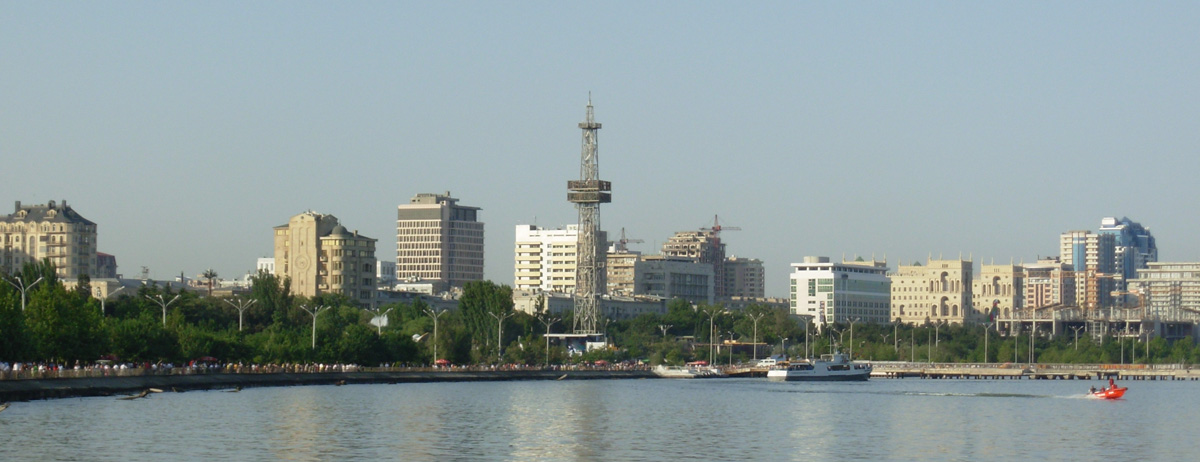
Панорама Приморского бульвара в Баку (в центре парашютная вышка)

Долгое время вышка использовалась по прямому назначению, но после трагического случая, произошедшего в 60-е годы, в результате которого погиб человек, парашютная вышка сменила свой профиль и превратилась в сверкающее неоновыми огнями в темное время суток электронное табло, на котором указывается время, дата, температура воздуха и сила ветра.